# Flemming (Fernsehserie)
Flemming ist eine deutsche Kriminalserie des Autors Gregor Edelmann, in der der Psychologe Vince Flemming, gespielt von Samuel Finzi, maßgeblicher Unterstützer der polizeilichen Ermittlungsarbeit ist. Die Serie greift wie die US-amerikanische Serie Lie to Me (2009) auf Forschungen des amerikanischen Ausdruckspsychologen Paul Ekman zurück, benutzt darüber hinaus aber auch psychotherapeutische Methoden und neue Erkenntnisse der Vernehmungspsychologie zur Aufklärung der Fälle. Wobei der Serienheld Dr. Vince Flemming erklärtermaßen weniger aufklären als heilen will: „Ich bin Psychologe, kein Polizist. Was ich sehe, sind Verstrickungen, was mich interessiert, ist Heilung, nicht Strafe!“ Ein Credo, das ihn permanent in Konflikt zum Polizeiapparat bringt, in dem er arbeitet.

## Handlung
Hauptperson ist der Polizeipsychologe Vince Flemming, der mit Hilfe seiner Fähigkeiten entscheidend zur Aufklärung von schwierigen Kriminalfällen in Berlin beiträgt. Er unterstützt hierbei seine Ex-Ehefrau Ann Gittel, welche für das LKA 1 arbeitet. Handlungsort ist die Bundeshauptstadt Berlin. Gittel wird außerdem von KHK Blum unterstützt. Die Leitung des LKA 1 obliegt in Staffel 1 dem Leitenden Kriminaldirektor Dr. Karl Leo und ab Staffel 2 der Leitenden Kriminaldirektorin Walli Hoven. Mit Walli Hoven kommt auch die Sekretärin Mette Jumarowski, welche sich anfangs nicht mit Flemming versteht, zum Team. Mit Beginn der Staffel 3 wird das Ermittlungsteam durch den Polizeifotografen Robert Anda ergänzt.

## Ausstrahlung
Die Pilotfolge Glanz in deinen Augen wurde am 13. November 2009 um 21.15 Uhr im ZDF ausgestrahlt. Ab dem 18. März 2011 wurde die zweite Staffel ausgestrahlt. Am 14. Februar 2012 begannen die Dreharbeiten zur dritten Staffel, deren acht Teile vom 14. September 2012 bis 9. November 2012 im ZDF zu sehen waren.
Das ZDF gab bekannt, dass es keine 4. Staffel geben wird.

## Episodenführer

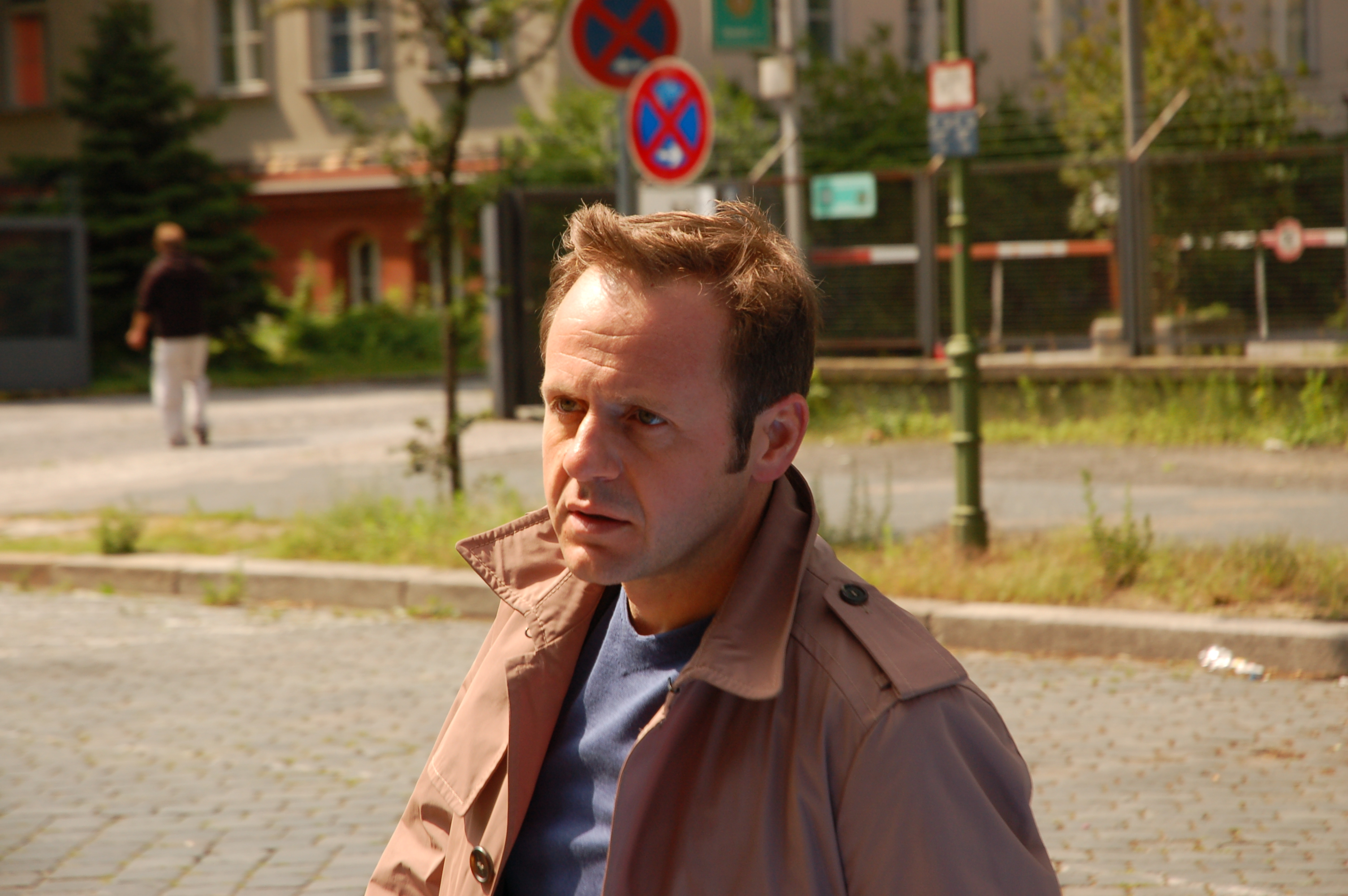
Samuel Finzi in der Hauptrolle

### Staffel 1
| Folge | Titel                  | Erstausstrahlung  | Drehbuch        | Regie              |
| ----- | ---------------------- | ----------------- | --------------- | ------------------ |
| 1     | Glanz in deinen Augen  | 13. November 2009 | Gregor Edelmann | Claudia Garde      |
| 2     | Das Blut der Liebe     | 20. November 2009 | Gregor Edelmann | Claudia Garde      |
| 3     | Der Tag ohne gestern   | 27. November 2009 | Gregor Edelmann | Claudia Garde      |
| 4     | Die Herrin der Gefühle | 4. Dezember 2009  | Gregor Edelmann | Zoltan Spirandelli |
| 5     | Das hohe Lied          | 11. Dezember 2009 | Gregor Edelmann | Zoltan Spirandelli |
| 6     | Verbrannte Erde        | 18. Dezember 2009 | Gregor Edelmann | Zoltan Spirandelli |

### Staffel 2
| Folge | Titel                     | Erstausstrahlung | Drehbuch        | Regie            |
| ----- | ------------------------- | ---------------- | --------------- | ---------------- |
| 1     | Die Stufen der Lust       | 18. März 2011    | Gregor Edelmann | Bernhard Stephan |
| 2     | Rasende Wut               | 25. März 2011    | Gregor Edelmann | Bernhard Stephan |
| 3     | Das Haus meines Lebens    | 1. April 2011    | Gregor Edelmann | Bernhard Stephan |
| 4     | Im Krieg und in der Liebe | 8. April 2011    | Maria Erceg     | Bernhard Stephan |
| 5     | Sexsüchtig                | 15. April 2011   | Gregor Edelmann | Bernhard Stephan |
| 6     | Aus den Augen             | 29. April 2011   | Martin Pristl   | Bernhard Stephan |
| 7     | Tödliches Glück           | 6. Mai 2011      | Silke Zertz     | Bernhard Stephan |
| 8     | Der Gesang der Schlange   | 13. Mai 2011     | Gregor Edelmann | Bernhard Stephan |

### Staffel 3
| Folge | Titel                     | Erstausstrahlung   | Drehbuch                                         | Regie                 |
| ----- | ------------------------- | ------------------ | ------------------------------------------------ | --------------------- |
| 1     | Die alte Kommissarin      | 14. September 2012 | Gregor Edelmann                                  | Matthias Tiefenbacher |
| 2     | Das Spiel der Füchse      | 21. September 2012 | Gregor Edelmann                                  | Matthias Tiefenbacher |
| 3     | Staatsbesuch              | 28. September 2012 | Gregor Edelmann                                  | Florian Kern          |
| 4     | Panikraum                 | 5. Oktober 2012    | Peter Petersen                                   | Florian Kern          |
| 5     | Gruppenspiele             | 19. Oktober 2012   | Christian Schiller, Marianne Wendt               | Florian Kern          |
| 6     | Das Gesetz des Blutes     | 26. Oktober 2012   | Sakwan al-Bani                                   | Uwe Janson            |
| 7     | Der Sinn des Lebens       | 2. November 2012   | Christian Schiller, Marianne Wendt, Don Schubert | Uwe Janson            |
| 8     | Der Mord des Jahrhunderts | 9. November 2012   | Gregor Edelmann                                  | Uwe Janson            |

## Auszeichnungen
Die Serie wurde für den Grimme-Preis 2010 in der Kategorie Serien & Mehrteiler nominiert.